# LINE TV Awards
 Line TV Awards (viết cách điệu là LINE TV Awards), là giải thưởng giải trí hàng năm do LINE TV Thái Lan trao tặng. Được tổ chức trong khuôn khổ sự kiện NEXPLOSION hàng năm của đài. Giải thưởng tôn vinh những người trong ngành giải trí Thái Lan và những thành tựu của họ trong lĩnh vực âm nhạc, truyền hình và phim truyền hình. Những đề cử được bình chọn bởi khán giả thông qua ứng dụng LINE và trang web.
Lễ trao giải đầu tiên được tổ chức vào ngày 20 tháng 2 năm 2018 tại Hội trường Royal Paragon của Siam Paragon.

## Các năm trao giải
| Lần          | Thời gian           | Địa điểm                                                   |
| ------------ | ------------------- | ---------------------------------------------------------- |
| Lần thứ nhất | 20 tháng 2 năm 2018 | Hội trường Royal Paragon, Siam Paragon, Băng Cốc, Thái Lan |
| Lần thứ hai  | 12 tháng 2 năm 2019 | Hội trường Royal Paragon, Siam Paragon, Băng Cốc, Thái Lan |
| Lần thứ ba   | 19 tháng 2 năm 2020 | Hội trường Royal Paragon, Siam Paragon, Băng Cốc, Thái Lan |
| Lần thứ bốn  | 5 tháng 8 năm 2021  | Băng Cốc, Thái Lan (tổ chức trực tuyến)                    |

## Hạng mục
Tính đến năm 2020, giải thưởng bao gồm 12 hạng mục:

### Giải thưởng chính
- Best Dramatic Scene (Cảnh phim hay nhất)
- Best Comedy Scene (Cảnh phim hài hước nhất)
- Best Viral Scene (Cảnh phim phổ biến rộng rãi nhất)
- Best Kiss Scene (Cảnh hôn hay nhất)
- Best Couple (Cặp đôi của năm)
- Best Song (Bài hát hay nhất)
- Best MC (MC tốt nhất)

### Giải thưởng đặc biệt
- Drama of the Year (Phim truyền hình của năm)
- Top Search Content of the Year (Nội dung được tìm kiếm nhiều nhất trong năm)
- Entertainment Program of the Year (Chương trình giải trí của năm)
- Most Followers of the Year (Được theo dõi nhiều nhất trong năm)
- Most Hearted Content of the Year (Nội dung có tâm nhất năm)